# Gentianella punensis
Gentianella punensis là một loài thực vật có hoa trong họ Long đởm. Loài này được (Fabris) Fabris mô tả khoa học đầu tiên năm 1958.